# Martijn Padding
Martijn Padding (* 24. April 1956 in Amsterdam) ist ein niederländischer Komponist.
Er studierte bei Fania Shapiro, Louis Andriessen und Geert van Keulen. Er arbeitet unter anderem mit dem Ensemble LOOS zusammen, das auch seine Oper Tattooed Tongues beim Festival Warschauer Herbst 2001 aufführte. Padding lehrt am Königlichen Konservatorium in Den Haag. 2009 erhielt er für sein First Harmonium Concerto den Preis des International Rostrum of Composers der UNESCO in Paris.